# Championnat de Guinée de football 2019-2020
Navigation
Ligue 1 2018-2019 Ligue 1 2020-2021
La saison 2019-2020 de Ligue 1 est la 54e édition du championnat de Guinée de football.
Cette édition, suspendue mi-mars, est finalement arrêtée début mai, en raison de la pandémie de coronavirus. Par conséquent, le titre national n'est pas décerné, et aucune promotion ni relégation n'est promulguée, selon la Ligue guinéenne de football professionnel.

## Équipes participantes
| Club                                             | Ville    | Classement 2018-2019 |
| ------------------------------------------------ | -------- | -------------------- |
| Horoya Athlétique Club                           | Conakry  | 1er                  |
| Hafia Football Club                              | Conakry  | 2e                   |
| Santoba Football Club                            | Conakry  | 3e                   |
| Club olympique de Coyah                          | Coyah    | 4e                   |
| Wakriya Athletic Club                            | Boké     | 5e                   |
| Association sportive Kaloum Star                 | Conakry  | 6e                   |
| Club industriel de Kamsar                        | Kamsar   | 7e                   |
| Association sportive des forces armées de Guinée | Conakry  | 8e                   |
| Fello Star                                       | Labé     | 9e                   |
| Association sportive Ashanti Golden Boys         | Siguiri  | 10e                  |
| Éléphant de Coléah                               | Coyah    | 11e                  |
| Satellite Football Club                          | Conakry  | 12e                  |
| Loubha FC de Télimélé                            | Télimélé | 1er (2e division)    |
| Flamme Olympique FC                              | Conakry  | 2e (2e division)     |

- Vainqueur du Championnat de Guinée de football 2018-2019 et qualifié pour les barrages de Ligue des champions de la CAF 2019-2020
- Coupe de la confédération 2019-2020
- Promu

## Compétition

### Règlement
Le classement est calculé avec le barème de points suivant : une victoire vaut trois points, le match nul un. La défaite ne rapporte aucun point.
Le règlement se présente donc ainsi :
1. plus grand nombre de points ;
2. plus grande différence de buts générale ;
3. plus grand nombre de points dans les confrontations directes ;
4. plus grande différence de buts particulière ;
5. plus grand nombre de buts dans les confrontations directes ;
6. plus grand nombre de buts à l'extérieur dans les confrontations directes ;
7. plus grand nombre de buts marqués ;
8. plus grand nombre de buts marqués à l'extérieur ;
9. plus grand nombre de buts marqués sur une rencontre de championnat.

### Classement définitif
| \| Rang \| Équipe \| Pts \| J \| G \| N \| P \| Bp \| Bc \| Diff \| \| ---- \| ----------------------- \| --- \| -- \| - \| - \| -- \| -- \| -- \| ---- \| \| 1 \| Horoya AC T \| 29 \| 13 \| 9 \| 2 \| 2 \| 14 \| 7 \| +7 \| \| 2 \| Wakriya AC \| 25 \| 14 \| 7 \| 4 \| 3 \| 15 \| 9 \| +6 \| \| 3 \| AS Kaloum Star \| 23 \| 14 \| 6 \| 5 \| 3 \| 13 \| 9 \| +4 \| \| 4 \| AS Ashanti GB \| 22 \| 13 \| 6 \| 4 \| 3 \| 12 \| 4 \| +8 \| \| 5 \| Fello Star \| 22 \| 14 \| 6 \| 4 \| 4 \| 16 \| 16 \| 0 \| \| 6 \| Flamme Olympique FC P \| 21 \| 14 \| 6 \| 3 \| 5 \| 21 \| 16 \| +5 \| \| 7 \| Hafia FC \| 19 \| 13 \| 4 \| 7 \| 2 \| 13 \| 11 \| +2 \| \| 8 \| Loubha FC de Télimélé P \| 19 \| 13 \| 5 \| 4 \| 4 \| 13 \| 12 \| +1 \| \| 9 \| CI Kamsar \| 18 \| 14 \| 4 \| 6 \| 4 \| 19 \| 14 \| +5 \| \| 10 \| Santoba FC \| 17 \| 13 \| 5 \| 2 \| 6 \| 16 \| 17 \| -1 \| \| 11 \| ASFAG \| 12 \| 13 \| 2 \| 6 \| 5 \| 14 \| 14 \| 0 \| \| 12 \| Éléphant de Coléah \| 11 \| 13 \| 3 \| 2 \| 8 \| 5 \| 13 \| -8 \| \| 13 \| CO Coyah \| 10 \| 13 \| 2 \| 4 \| 7 \| 5 \| 15 \| -10 \| \| 14 \| Satellite FC \| 6 \| 14 \| 1 \| 3 \| 10 \| 7 \| 26 \| -19 \| | Qualifications africaines Ligue des champions 2020-2021 - 1er : Tour préliminaire Coupe de la confédération 2020-2021 - C ; Tour préliminaire Abréviations - T : Tenant du titre - C : Vainqueur de la Coupe de Guinée de football 2020 - S : Vainqueur de la Supercoupe de Guinée de football 2019 - P : Promus |     |    |   |   |    |    |    |      |
| Rang | Équipe | Pts | J  | G | N | P  | Bp | Bc | Diff |
| 1 | Horoya AC T | 29  | 13 | 9 | 2 | 2  | 14 | 7  | +7   |
| 2 | Wakriya AC | 25  | 14 | 7 | 4 | 3  | 15 | 9  | +6   |
| 3 | AS Kaloum Star | 23  | 14 | 6 | 5 | 3  | 13 | 9  | +4   |
| 4 | AS Ashanti GB | 22  | 13 | 6 | 4 | 3  | 12 | 4  | +8   |
| 5 | Fello Star | 22  | 14 | 6 | 4 | 4  | 16 | 16 | 0    |
| 6 | Flamme Olympique FC P | 21  | 14 | 6 | 3 | 5  | 21 | 16 | +5   |
| 7 | Hafia FC | 19  | 13 | 4 | 7 | 2  | 13 | 11 | +2   |
| 8 | Loubha FC de Télimélé P | 19  | 13 | 5 | 4 | 4  | 13 | 12 | +1   |
| 9 | CI Kamsar | 18  | 14 | 4 | 6 | 4  | 19 | 14 | +5   |
| 10 | Santoba FC | 17  | 13 | 5 | 2 | 6  | 16 | 17 | -1   |
| 11 | ASFAG | 12  | 13 | 2 | 6 | 5  | 14 | 14 | 0    |
| 12 | Éléphant de Coléah | 11  | 13 | 3 | 2 | 8  | 5  | 13 | -8   |
| 13 | CO Coyah | 10  | 13 | 2 | 4 | 7  | 5  | 15 | -10  |
| 14 | Satellite FC | 6   | 14 | 1 | 3 | 10 | 7  | 26 | -19  |